# Langues yele-nouvelle-bretagne occidentale
Les langues yele-nouvelle-bretagne occidentale sont une proposition de famille de langues papoues parlées en Papouasie-Nouvelle-Guinée, dans les îles de Nouvelle-Bretagne et des Louisiades.

## Classification
Ross (2005) propose de regrouper plusieurs langues du Sud-est de la Papouasie dans une famille yele-nouvelle-bretagne occidentale. Il présente lui-même sa proposition comme étant hypothétique. Hammarström, Haspelmath Forkel et Bank ne valident pas cette proposition reposant seulement sur une ressemblance dans les pronoms personnels et maintiennent les différents membres proposées comme des langues non apparentées entre elles.

## Liste des langues
Les langues incluses par Ross dans les langues yele-nouvelle-bretagne occidentale sont les suivantes :
- yele
- anêm
- ata

## Sources
- (en) Malcolm Ross, 2005, Pronouns as a preliminary diagnostic for grouping Papuan languages, dans Andrew Pawley, Robert Attenborough, Robin Hide, Jack Golson (éditeurs) Papuan pasts: cultural, linguistic and biological histories of Papuan-speaking peoples, Canberra, Pacific Linguistics. pp. 15–66.